# Ruisseau de Maynias
Le ruisseau de Maynias ou ruisseau de Giscos est une  rivière du sud de la France c'est un affluent du ruisseau du Thus sous-affluent du Ciron donc un sous-affluent de la Garonne.

## Géographie
De 13,5 km de longueur, le ruisseau de Maynias est une rivière qui prend sa source dans les Landes de Gascogne sur la commune de Maillas dans le département des Landes et se jette dans le ruisseau du Thus en rive droite sur la commune de Giscos en Gironde sous le nom de ruisseau de Giscos.

## Départements et communes traversés
- Landes : Maillas.
- Gironde : Giscos.

## Affluents
Le ruisseau de Maynias a huit petits affluents répertoriés.